# Ешлі Брозович
Ешлі Брозович  (англ. Ashley Brzozowicz, 17 грудня 1982) — канадська веслувальниця, олімпійська медалістка.

## Виступи на Олімпіадах
| Олімпіада   | Дисципліна                     | Місце |
| ----------- | ------------------------------ | ----- |
| Пекін 2008  | вісімка розстібна зі стерновим | 4     |
| Лондон 2012 | вісімка розстібна зі стерновим | 2     |

## Зовнішні посилання
- Досьє на sport.references.com [Архівовано 14 грудня 2012 у Wayback Machine.]

1. ↑  Ashley Brzozowicz